# Moema São Thiago
Moema Correia São Thiago (Formiga, 3 de abril de 1948) é uma advogada e política brasileira que foi deputada federal pelo Ceará.

## Dados biográficos
Filha de Raimundo Lima Verde São Tiago e Branca Correia São Thiago.  Matriculada na Universidade Federal do Ceará interrompeu a graduação em Direito por conta do Decreto-Lei nº 477 de 1969 visto que atuara no movimento estudantil. Membro da Ação Libertadora Nacional liderada por Carlos Marighella exilou-se no Chile, Cuba e Portugal até retornar ao Brasil e militar a favor da Lei da Anistia filiando-se ao PDT com o retorno ao pluripartidarismo em 1980 formando-se em Direito pela Universidade Federal do Ceará no ano seguinte e em 1985 concluiu o Mestrado em Ciências Sociais naquela instituição.
Vencida por Maria Luiza Fontenele ao disputar a prefeitura de Fortaleza em 1985 foi a primeira mulher eleita deputada federal pelo Ceará em 1986 participando da Assembleia Nacional Constituinte que elaborou a Constituição de 1988, mesmo ano em que deixou o PDT após divergências com Leonel Brizola tornando-se uma das fundadoras do PSDB integrando a sua direção nacional, não sendo, porém, reeleita nas eleições seguintes.

## Outras informações
Primeira mulher eleita para representar o Ceará no Congresso Nacional é sobrinha de Luiza Távora, esposa de Virgílio Távora, e sobrinha também dos políticos Flávio Marcílio e Alberto Silva que foram governadores dos estados do Ceará e Piauí, respectivamente.